# 모모 (기업)
모모(Momo Srl)는 이탈리아의 자동차 부품 제조 업체이다. 본사는 밀라노에 위치하고 있다.

## 개요

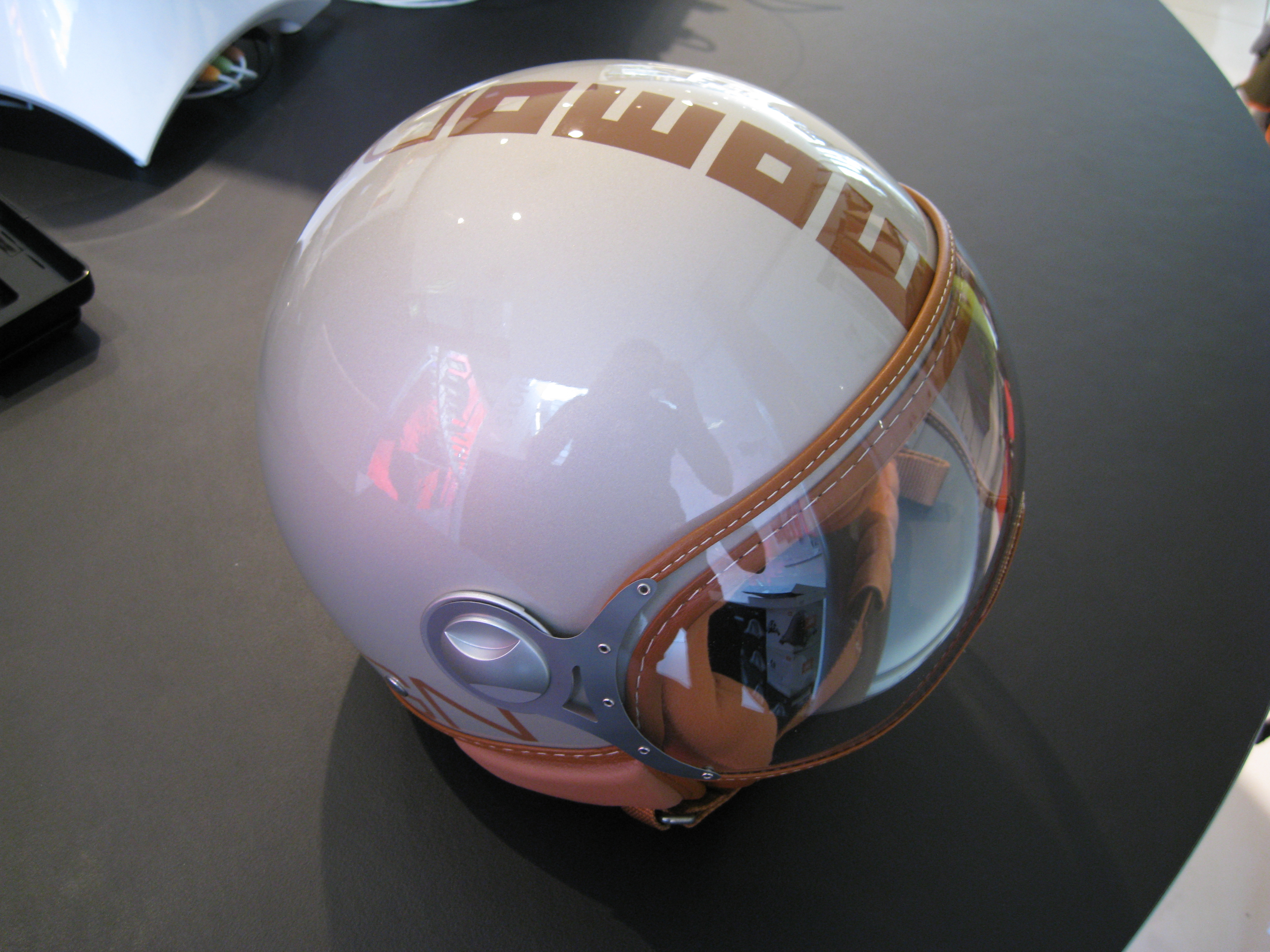
모모 안전모

카레이서 장 피에로 모레티가 1966년에 이탈리아의 베네토주 베로나 현 트레냐고에서 설립하였다. 사명인 모모는 모레티 몬자(Moretti - Monza)의 줄임말이다. 핸들, 안전모 등 디자인이 좋은 상품으로 알려져 있다.

## 제품 적용 차종

### 혼다

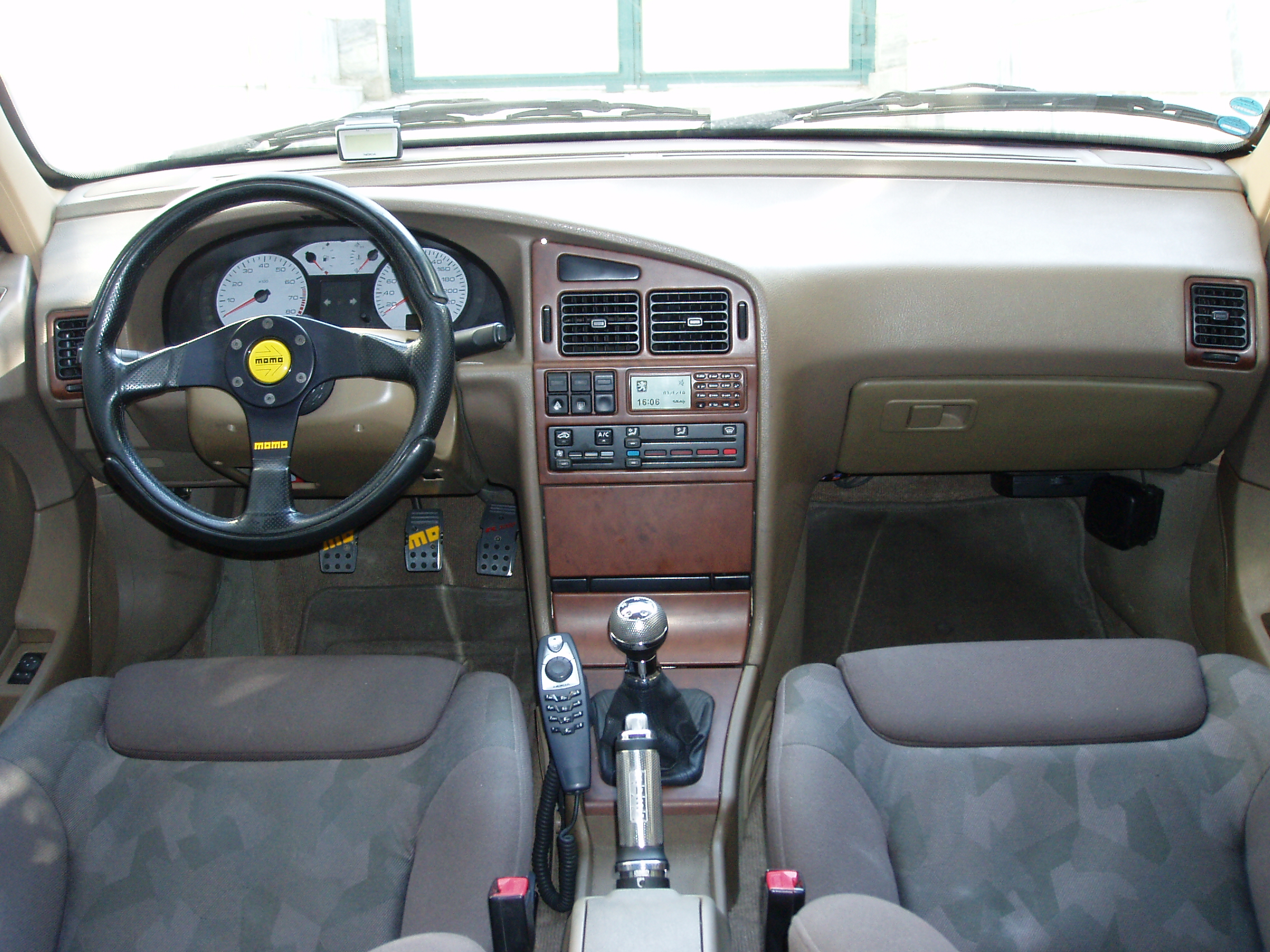
2005년형 푸조 파스 ELX에 장착된 모모 핸들

- NSX-R
- 인테그라 타입 R
- 시빅 타입 R

### 스바루
- 레거시
- 포레스터（2세대 초기형）
- 임프레자

### 다이하쓰
- 무브 커스텀 RS, RS 리미티드
- 무브 콩테 커스텀 RS
- 탄토 커스텀 RS
- 쿠 CX 리미티드
- 분
- 분 X4 고급형
- 코펜

### 마쓰다
- 로드스터

### 도요타
- 스탈렛(EP82의 GT 모델)
- 코롤라 레빈, 스프린터 트루에노(AE101, AE111 초기형)

### 현대
- 티뷰론 스페셜